# Trichospolas
Trichospolas là một chi bướm đêm thuộc họ Noctuidae.